# Гервей
Гервей  (Эрве; Harvey, Herveus, Houarniaule, Huva, фр. Hervé VI век, Бретань) — святой Римско-католической и Православной церкви, монах, покровитель Бретани (наряду со святым Иво).

## Биография
Святой Гервей жил в VI веке. Он был сыном Горвиана, бретонского певца, который служил при дворе короля франков Хильдеберте II. Вернувшись на родину в Бретань, Горвиан там женился и вскоре умер. Перед смертью у него родился слепой сын. Согласно агиографическому источнику XIII века, когда Гервею было семь лет, его мать ушла в монастырь. Воспитание своего сына она доверила своему брату, основателю монастырской школы. Будучи взрослым, Гервей странствовал по Бретани и вел отшельническую жизнь. Несмотря на то, что он не был рукоположен в священника, он был духовным отцом для многих верующих. Гервей занимался благотворительной деятельностью, помогая нуждающимся людям. Считается, что Гервей основал аббатство.

## Прославление
Народные бретонские легенды описывают Гервея как друга волков и лисиц. В иконографии Гервей изображается странствующим нищим и певцом. В X—XI веках почитание святого Гервея распространилось по всей Бретани.
День памяти в католической церкви — 17 июня.

## Источник
- A. de La Borderie, Saint Hervé.Vie latine ancienne et inédite publiée avec notes et commentaire historique, dans Mémoires de la Société d’émulation des Côtes-du-Nord, t. 29 (1891), стр. 295—296.
- B. Tanguy,Saint Hervé. Vie et culte, s.l. Tréflévenez, 1990 , стр. 31.